# هانز أوغستو ريرسباخ
هانز أوغستو ريرسباخ (بالإنجليزية: (H.A) Hans Augusto Rey)‏. (16 سبتمبر 1898-26 أغسطس 1977). كان رساماً ومؤلفاً أمريكياً وُلِدَ في ألمانيا، اشتهر بسلسلة
جورج الفضولي (Curious George) من كتب الأطفال المصورة التي ابتكرها هو وزوجته مارجريت راي من عام 1939 حتى عام 1966.

## حياته
ولد هانز أوغستو ريرسباخ في هامبورغ، الإمبراطورية الألمانية في 16 سبتمبر 1898. كان هانز ومارجريت من اليهود الألمان. التقى الزوجان لأول مرة في هامبورغ في حفل عيد ميلاد شقيقة مارجريت السادس عشر. التقيا مرة أخرى في البرازيل، حيث كان هانز يعمل بائعًا لأحواض الاستحمام، وكانت مارجريت قد ذهبت للهروب من غزو النازية في ألمانيا. تزوجا عام 1935 وانتقلا إلى باريس، فرنسا في أغسطس من ذلك العام. عاشوا في مونمارتر وفروا من باريس في يونيو 1940 على دراجات، حاملين معهم مخطوطة جورج الفضولي.
توفي قبل ثلاثة أسابيع من عيد ميلاده التاسع والسبعين في 26 أغسطس 1977 في كامبريدج، ماساتشوستس، الولايات المتحدة الأمريكية.

## جورج الفضولي
أثناء وجوده في باريس، لفتت رسومات هانز الحيوانية انتباه ناشر فرنسي، كلفه بكتابة كتاب للأطفال. النتيجة، الزرافة سيلسي وتسعة قرود (Cecily G. and Nine Monkeys)، لا يتم تذكرها كثيرًا، لكن أحد شخصياتها، وهو قرد شقي رائع يدعى جورج الفضولي (Curious George)، كان نجاحاً كبيراً لدرجة أن الزوجين فكروا في كتابة كتاب يركز عليه تماماً. أدى اندلاع الحرب العالمية الثانية إلى توقف عملهم. لكونهم يهوداً، قرر آل راي الفرار من باريس قبل أن يغزو النازيون المدينة. جمع هانز دراجتين، وغادرا المدينة قبل ساعات قليلة من سقوطها. من بين الممتلكات الضئيلة التي جلبوها معهم كانت المخطوطة المصورة لجورج الفضولي.
أخذتهم رحلة ريس إلى بايون، فرنسا، حيث تم إصدار تأشيرات منقذة للحياة موقعة من نائب القنصل مانويل فييرا براغا (وفقًا لتعليمات أريستيد دي سوزا مينديز) في 20 يونيو 1940. وعبروا الحدود الإسبانية، حيث كانوا اشترى تذاكر القطار إلى لشبونة. من هناك عادوا إلى البرازيل، حيث التقوا قبل ذلك بخمس سنوات، لكنهم واصلوا الرحلة هذه المرة إلى نيويورك. هرب آل راي من أوروبا حاملين المخطوطة الأولى من كتاب جورج الفضولي، الذي نشره هوتون ميفلين في نيويورك عام 1941. خطط هانز ومارغريت في الأصل لاستخدام الرسوم التوضيحية بالألوان المائية، ولكن نظراً لأنهما كانا مسؤولين عن فصل الألوان، فقد قام بتغييرها إلى الصور الشبيهة بالرسوم المتحركة التي لا تزال تظهر في كل كتاب. (تم إصدار طبعة لهواة الجمع بالألوان المائية الأصلية منذ ذلك الحين).
حقق جورج الفضولي نجاحاً فورياً، وتم تكليف آل راي بكتابة المزيد من مغامرات القرد المزعج وصديقه الرجل ذو القبعة الصفراء. لقد كتبوا سبع قصص إجمالاً، حيث قام هانز بشكل أساسي بالرسوم التوضيحية وعملت مارجريت على أغلب القصص، على الرغم من أنهما اعترفا بمشاركة العمل والتعاون بشكل كامل في كل مرحلة من مراحل التطوير. ومع ذلك كان اسم مارغريت محذوف عن الغلاف. في الإصدارات اللاحقة، تم تغيير هذا، وحصلت مارغريت الآن على التقدير الكامل لدورها في تطوير القصص. تم تسمية القصة جورج الفضولي يحصل على وظيفة (Curious George Takes a Job) في قائمة جوائز Lewis Carroll Shelf في عام 1960.
انتقل آل راي إلى كامبريدج، ماساتشوستس خلال عام 1963، في منزل بالقرب من ميدان هارفارد، وعاشوا هناك حتى وفاة هانز في عام 1977.
في التسعينيات أسس أصدقاء راي مكتبة للأطفال تسمى جورج الفضولي والأصدقاء (سابقًا جورج الفضولي يذهب إلى شمال العالم)، والتي كانت تعمل في ميدان هارفارد حتى عام 2011. افتتح متجر جورج الفضولي الجديد في عام 2012، متجر عالم جورج الفضولي، والتي انتقلت في عام 2019 إلى سنترال سكوير.

## مخططات النجوم

رسم تخطيطي تقليدي لبرج الجوزاء.
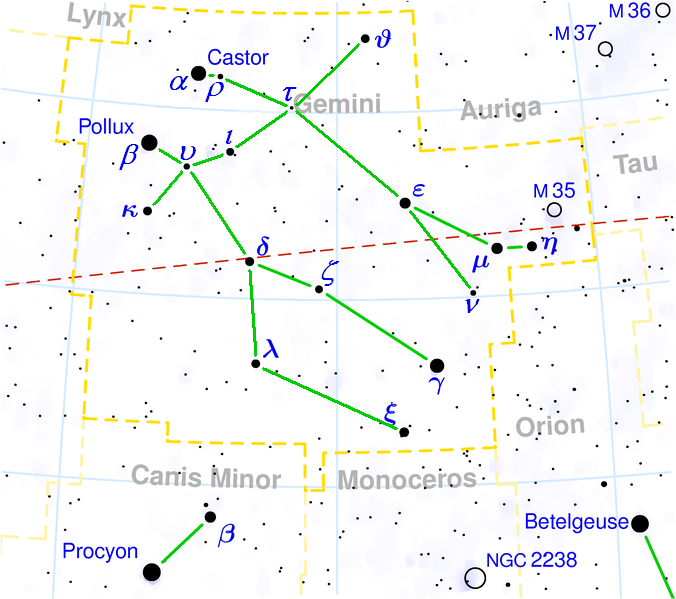
مخطط راي البديل للجوزاء: يظهر التوائم ممسكين بأيديهم.
رسم تخطيطي تقليدي لبرج الأسد.
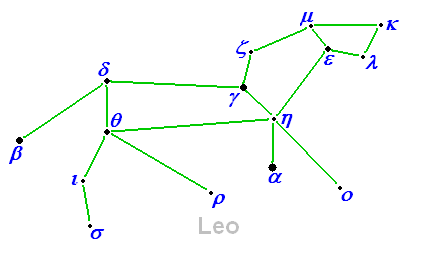
مخطط راي البديل لليو: أسد يمشي.
رسم تخطيطي تقليدي لبرج العذراء.
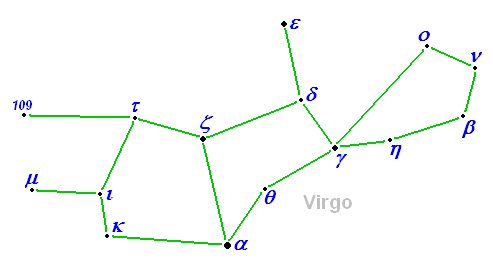
مخطط ري البديل للعذراء: امرأة كاذبة.
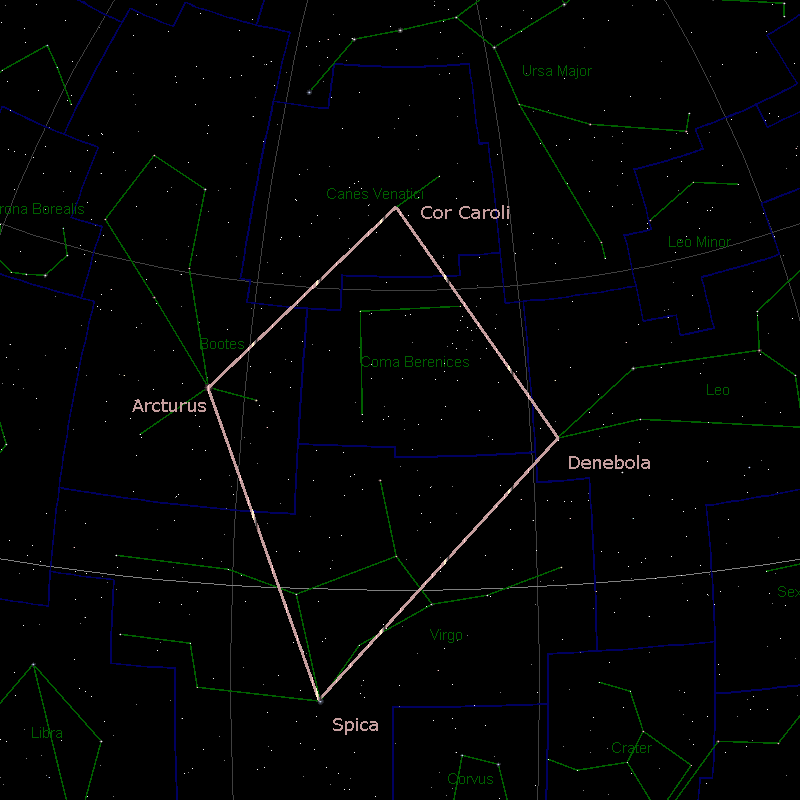
علامات راي العذراء الماسية.

بدأ اهتمام راي بعلم الفلك خلال الحرب العالمية الأولى وأدى إلى رغبته في إعادة رسم مخططات الأبراج، والتي وجد صعوبة في تذكرها، بحيث تكون أكثر سهولة. أدى ذلك إلى نشر النجوم (The Stars): طريقة جديدة لرؤيتها ‏ عام 1952 (ردمك 0-395-24830-2). تم اعتماد مخططات الأبراج الخاصة به على نطاق واسع وتظهر الآن في العديد من أدلة علم الفلك، مثل دليل ميداني للنجوم والكواكب لدونالد إتش مينزل. اعتباراً من عام 2008 لا تزال النجوم: طريقة جديدة لرؤيتها، وعرض تقديمي مبسط للأطفال يسمى البحث عن الأبراج، قيد الطباعة. تم إصدار إصدار جديد من ابحث عن الأبراج في عام 2008، وتم تحديثه بالخطوط الحديثة، والحالة الجديدة لبلوتو، وبعض القياسات الحالية لأحجام الكواكب وأنصاف الأقطار المدارية.

## أوراق مجمعة
تحمل جامعة أوريغون أوراق هانس أوغستو راي التي يرجع تاريخها إلى عام 1940-1961، وتهيمن عليها المراسلات، بشكل أساسي بين راي وناشريه الأمريكيين والبريطانيين.
تحتوي مجموعة دي غروموند لأدب الأطفال في هاتيسبرج ‏، ميسيسيبي، على أكثر من 300 صندوقًا من أوراق ري المؤرخة من 1973 إلى 2002.
اتصلت الدكتورة لينا واي دي غروموند، الأستاذة في مجال علم المكتبات بجامعة جنوب ميسيسيبي، بآل راي في عام 1966 حول مجموعة أدب الأطفال الجديدة التي أنشأها الاتحاد. تبرع راي ومترغريت بزوج من الرسومات في ذلك الوقت. عندما توفيت مارجريت راي في عام 1996، قررت أن يتم التبرع بكامل التركة الأدبية لعائلة راي إلى مجموعة دي جروموند.

## كتب بقلم هانس راي
- الزرافة سيسلي والقردة التسعة.
- جورج الفضولي.
- جورج الفضولي يحصل على وظيفة.  [لغات أخرى]‏
- جورج الفضولي يركب دراجة.  [لغات أخرى]‏
- جورج الفضولي يحصل على ميدالية.  [لغات أخرى]‏
- جورج الفضولي يتعلم الأبجدية.  [لغات أخرى]‏
- جورج الفضولي يذهب إلى المستشفى.

- أطعم الحيوانات.
- ابحث عن الأبراج.
- إليزابيت - مغامرات نبات آكل اللحوم.
- كيف تصل إلى هناك؟

- بريتزل.

- النجوم: طريقة جديدة لرؤيتهم.

- أين طفلي؟
- انظر لسيرك.

- من تيت لتات.

- صورة بيلي.
- البطريق وايت بلاك يرى العالم.
- أو كلير دي لا لون وأغاني الحضانة الفرنسية الأخرى (1941).
- سبوتي (1945).
- ماري لديها حمل صغير وأغاني حضانة أخرى (1951).
- هامبتي دمبتي وأغاني أخرى من ماما تذهب (© 1943 Harper & Brothers).

## كتب مصورة بقلم هانس راي
- تخليدا لذكرى كريستيان مورجينسترن، 12 مطبوعة حجرية عن عمله، بقلم هانز ريرسباخ، موقعة ونص مكتوب بالقلم الرصاص HR 22 (1922).
- المنتجع الصيفي: 10 شوارع في لينوكوت، بواسطة هانز ريرسباخ، برلين (1923).
- مطبوعة حجرية لكريستيان مورجينسترن بواسطة هانز ريرسباخ. حلقة جديدة. 400 نسخة، هامبورغ كورت إينوك فيرلاغ (1923).
- علم الزبرولوجي (1937).
- إليزابيت - مغامرات نبات آكل اللحوم (1942).
- لا تخيف الأسد (1942).

- كاتي نو بوكيت (1944).

- نحن ثلاثة ملوك وأناشيد عيد الميلاد الأخرى (1944).
- جورج الفضولي يطير طائرة ورقية، بقلم مارجريت ري (1958).

### اقتباسات
- New York Times: "How Curious George Escaped the Nazis"
- A curious tale of George's creators
- جايجر، رولاند: «هانز أوغستو وماغريد راي»، في سبلايك، جون / فلشفلتيد، كونرد / هوريلك، ساندر: أدب المنفى الناطق بالألمانية منذ عام 1933، المجلد 3، الولايات المتحدة الأمريكية، الجزء 2 ؛ برن / ميونيخ 2000، ص. 351-360
- جيجر، رولاند: «مؤلف كتاب» جورج الفضولي«: رسام كتب الأطفال هـ. أ. راي». في: من مكتبة الآثار، 1997، لا. 10، A543 A551

### روابط خارجية
- H. A. Rey في قاعدة بيانات الأفلام على الإنترنت
- Margret and H. A. Rey Interactive Timeline: Life in Paris and a Narrow Escape
- Curious George Saves the Day: The Art of Margret and H. A. Rey, The Jewish Museum (New York), March 14, 2010 – August 1, 2010.
- H. A. Rey في مستندات مكتبة الكونغرس، مع 202 كتالوج للسجلات

See IMDB: Monkey Business: The Adventures of Curious George's Creators (2017)